# Ectobius lineolatus
Ectobius lineolatus es una especie de cucaracha del género Ectobius, familia Ectobiidae.

## Distribución
Esta especie se encuentra en Sudáfrica, Mozambique, Suazilandia y Malaui.